# Космічні перегони

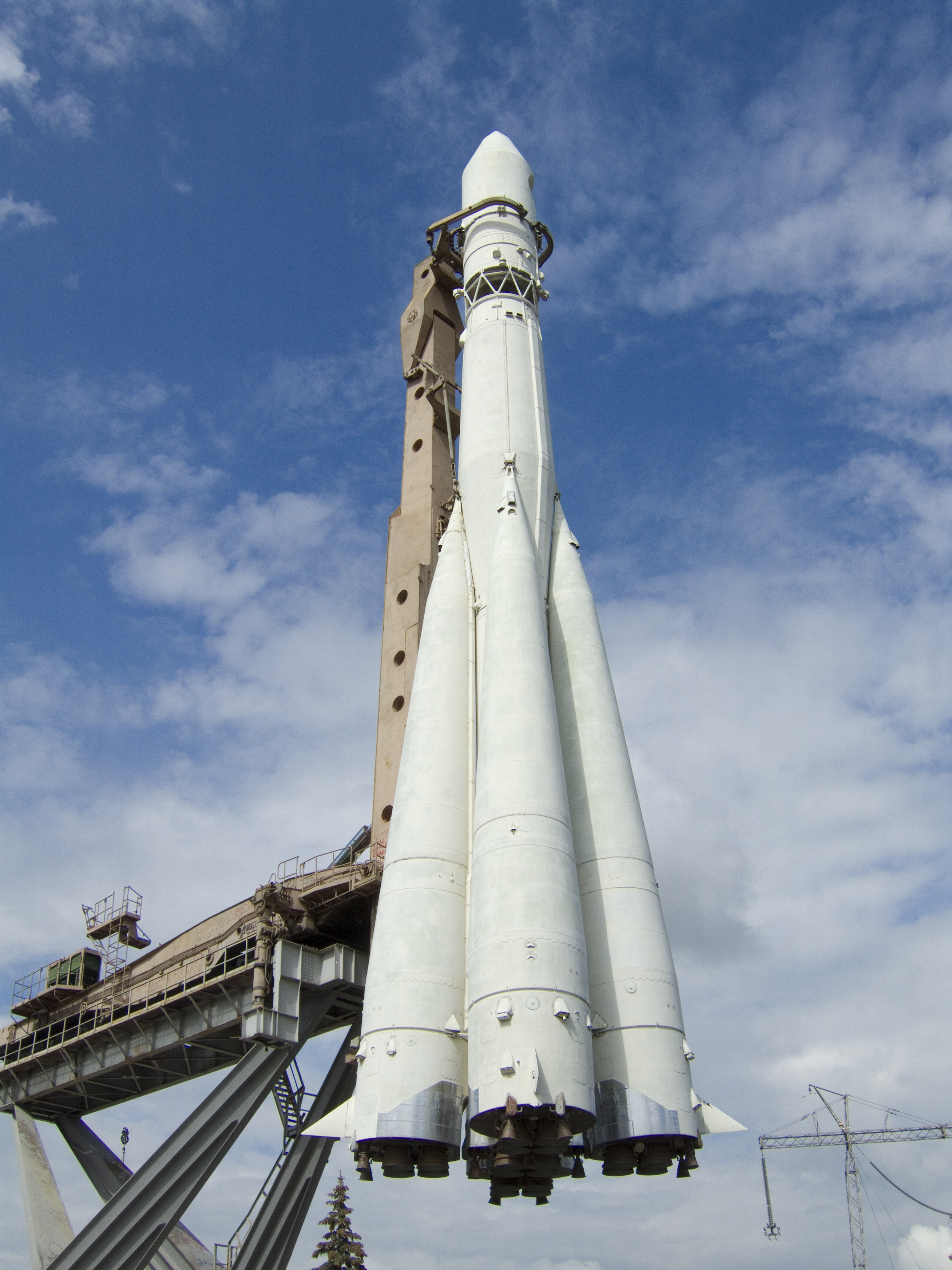
Копія ракети-носія «Восток», що є модифікацією ракети-носія «Супутник»

Космічні перегони — суперництво між СРСР та США у галузі освоєння космосу у 1957—1975 роках. Відбувалося в контексті технологічного та ідеологічного протистояння між двома країнами під час холодної війни.
Почалося успішним запуском першого штучного супутника Землі, яке здійснив Радянський Союз 4 жовтня 1957 року. Швидкий розвиток ракетних технологій означав можливість завдати удару ядерною зброєю по території Сполучених Штатів. Така загроза спровокувала включення США в суперництво і початок космічних перегонів. Проявом цього було створення Національного аерокосмічного агентства (НАСА). Космічна програма Радянського Союзу відбувалася без створення єдиного відповідального за це органу. Досягнення обох сторін використовувались ними в ідеологічній боротьбі як спосіб показати переваги свого суспільно-політичного ладу.
Визначними подіями в рамках космічних перегонів були: перший орбітальний політ Юрія Гагаріна 12 квітня 1961 року, перші спроби послати дослідницький апарат на іншу планету («Венера-1»), перші постійні орбітальні станції, перший вихід людини у відкритий космос і висадка на Місяць американськими астронавтами у 1969 році.

## Передісторія
Століттями люди цікавились ракетами та їхнім використанням. У Китаї їх застосовували у військовій справі з часів династії Сун, у XIX столітті примітивні ракети доволі широко застосовувались й на суші, і на морі. У 1880-х роках російським вченим Костянтином Ціолковським було розроблено теорію багатоступеневої рідкопаливної ракети, здатної досягти космосу. Формула Ціолковського і донині використовується у розробках ракет. Також Ціолковський зробив перший теоретичний опис штучного супутника.
У 1926 році Роберт Ґоддард збудував першу ракету на рідкому паливі.

### Німецькі розробки
Після Першої світової війни за умовами Версальського договору Німеччині було заборонено мати далекобійну артилерію, тому командування рейхсверу виявляло цікавість до ракетної зброї. З середини 20-х років німецькі інженери експериментували з ракетами і до 1942 року завдяки Вернеру фон Брауну досягли значних успіхів.

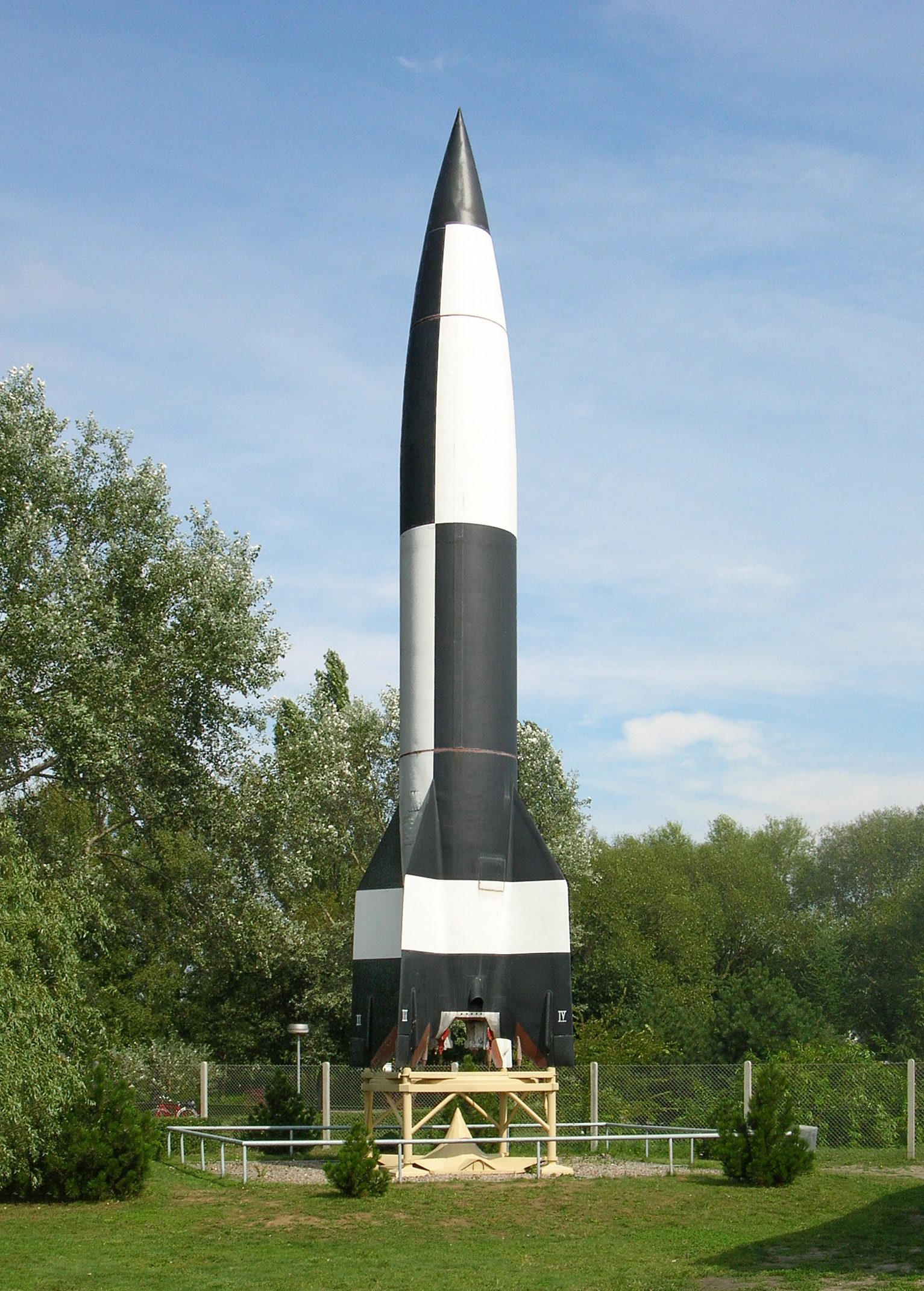
Фау-2 у музеї

Німецька балістична бойова ракета А-4, запущена у 1942 році, стала першим апаратом, що досягнув космічної висоти у найвищій точці суборбітальної траєкторії польоту. У 1943 році Німеччина почала серійний випуск цих ракет під назвою «Фау-2». Ракета несла боєзаряд масою 1000 кг, а дальність її польоту сягала 300 км. Переважно їх використовували для бомбардувань міст антигітлерівської коаліції. Ефективність виявилась доволі низькою у порівнянні з гігантськими витратами ресурсів на виробництво. На базі ракети А-4 було розроблено і частково випробувано військові проєкти балістико-планерних ракет А-4b та балістичних двоступеневих ракет А-9/А-10 з головними частинами, що наводились на ціль пілотами, які у випадку проведення пілотованих стартів, зважаючи на досягнення суборбітальної траєкторії межі космосу, мали формально стати першими космонавтами.
Ближче до кінця Другої світової війни радянські, британські та американські військові суперничали у захопленні перспективних німецьких військових розробок і кваліфікованого персоналу. Найбільших успіхів досягли американці — у ході операції «Скріпка» було вивезено до США велику групу німецьких фахівців-ракетників, зокрема Вернера фон Брауна.

### Холодна війна
Після закінчення Другої світової війни СРСР і США вступили до ери холодної війни. До того часу США володіли великим флотом стратегічних бомбардувальників, розташованих на авіабазах у всьому світі. Як захід у відповідь, радянським керівництвом було схвалено рішення розвивати ракетну техніку. Ракетні і супутникові технології могли слугувати як мирним, так і військовим цілям, і, крім того, були вагомим аргументом для пропаганди та ідеологічного суперництва, демонструючи науково-технічний потенціал і військову потужність країни.

## Штучні супутники

### Супутник-1

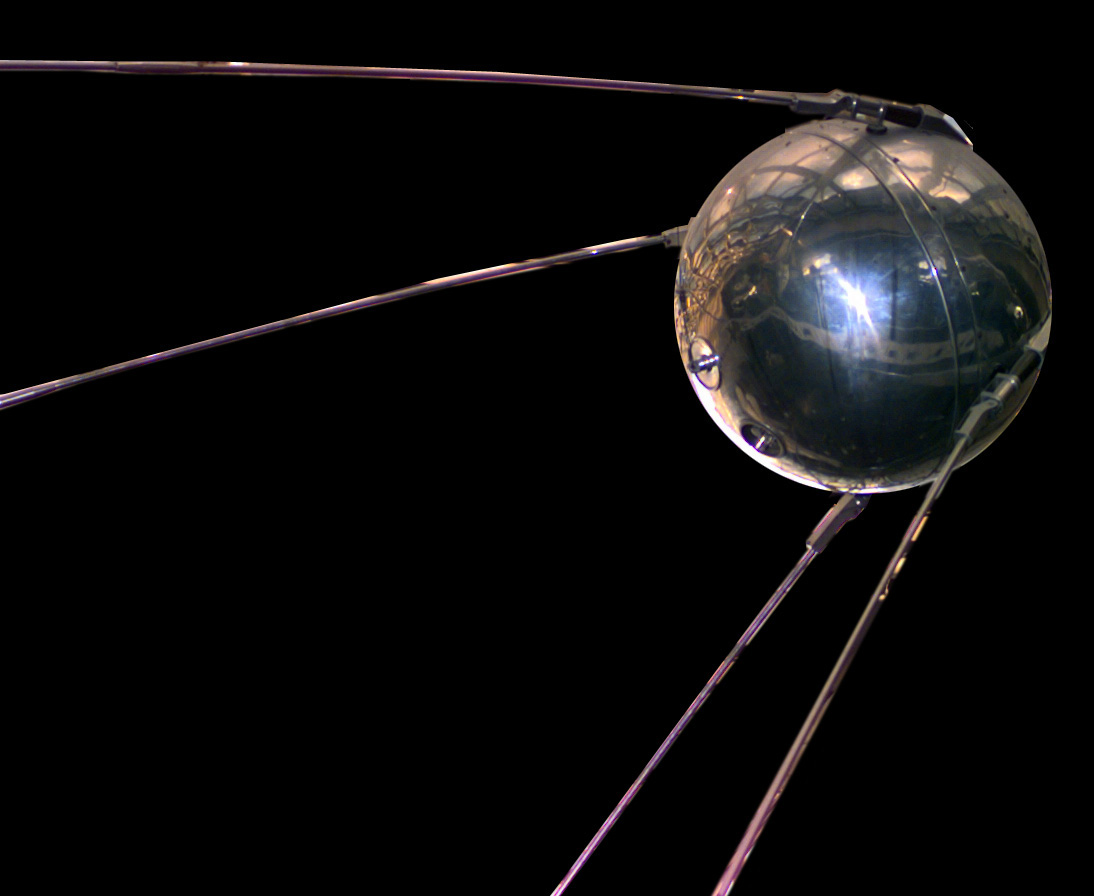
Супутник-1

4 жовтня 1957 року Радянський Союз успішно здійснив запуск «Супутника-1», першого штучного супутника Землі, тим самим став першою «космічною державою». Для СРСР — країни, яка щойно пережила руйнівну війну — запуск супутника став знаком поліпшень та нових перспектив. Для США запуск «Супутника» став важким та неочікуваним ударом, що змусив адміністрацію Айзенгавера на низку серйозних дій, направлених на досягнення технологічної першості. Зокрема, 1958 року було ухвалено Закон про освіту для потреб національної оборони (National Defense Education Act), що був покликаний заохотити здобуття освіти у стратегічно важливих галузях науки. Також було організовано Національне управління з аеронавтики і дослідження космічного простору (НАСА). Згодом події того часу отримали назву «супутникової кризи».

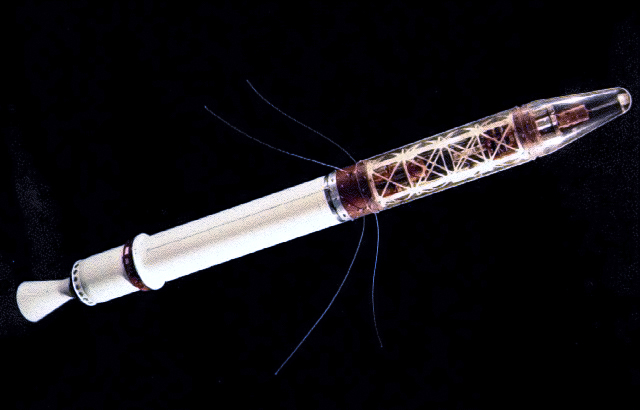
Експлорер-1

Лише за чотири місяці, 1 лютого 1958 року, Сполученим Штатам вдалось, після кількох невдалих спроб, запустити власний штучний супутник — «Експлорер-1».
Перші супутники використовувались лише з науковою метою. За даними «Спутника-1» вдалось уточнити щільність верхніх шарів атмосфери, а за допомогою даних «Експлорера» було виявлено радіаційні пояси Землі (пояси Ван-Аллена).

### Цивільні супутникові комунікації
Першим повноцінним спеціалізованим супутником зв'язку на геосинхронній орбіті був «Syncom-2» запущений Сполученими Штатами 26 липня 1963 року.
19 серпня 1964 року США вивели перший супутник зв'язку на геостаціонарну орбіту — «Syncom-3»
Першим комерційним супутником зв'язку став американський «Early Bird» (INTELSAT I), запущений 20 серпня 1964 року.
Результатом цих програм стала доступність супутникових засобів зв'язку та інформації для пересічних громадян.

## Живі істоти у космосі

### Тварини
У 1946 році у США було здійснено запуск трофейної «Фау-2» з фруктовими мушками на борту.
Першими тваринами, що вийшли на космічну орбіту (до цього практикувались суборбітальні запуски), стала собака Лайка. Запуск «Супутника-2» з Лайкою було здійснено 3 листопада 1957 року. Повернення собаки не передбачалось і вона загинула від перегріву та зневоднення. 19 серпня 1960 року в СРСР було запущено «Супутник-5», на борту якого перебували собаки Білка та Стрілка. Після орбітального польоту собаки благополучно повернулись на Землю.
У США 1961 року було запущено космічний апарат із шимпанзе Хемом на борту.
1968 року на борту радянського апарата «Зонд-5», що облетів навколо Місяця перебували черепахи.

### Люди у космосі

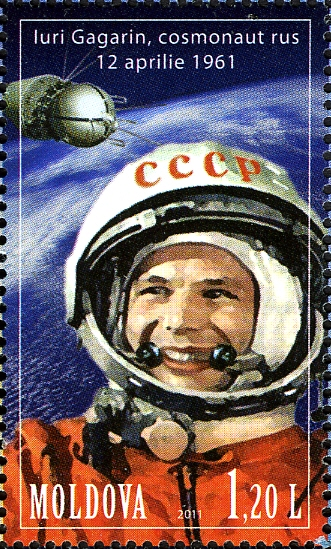
Юрій Гагарін

Космічний корабель Восток

Пропозиції організації суборбітальних польотів пілотів на модифікованих висотних геофізичних ракетах, що існували у СРСР і США у другій половині 1950-х років, реалізовано не було.
Першою людиною у космосі й одразу ж на орбіті був радянський космонавт Юрій Гагарін. 12 квітня 1961 року він здійснив перший орбітальний політ на кораблі «Восток-1». В Україні, Росії та багатьох інших країнах цей день відзначається як свято — Всесвітній день авіації та космонавтики. Почавши пілотовані космічні польоти, СРСР став першою «космічною наддержавою».
Другою «космічною наддержавою» стали США. 5 травня 1961 року американський астронавт Алан Шепард здійснив суборбітальний політ до висоти 187 км, що перетнув нижній 100-кілометровий кордон космосу, а 20 лютого 1962 року Джон Гленн здійснив перший орбітальний політ. На відміну від місій «Восток», американці вручну керували положенням свого космічного корабля. Шепард і Гленн приземлилися всередині своїх космічних кораблів, таким чином здійснивши відповідно перші повні суборбітальний та орбітальний польоти людини в космос, за тодішніми визначеннями Міжнародної авіаційної федерації. Гагаріна було визнано першою людиною, яка полетіла в космос.
На початку 1960-х років СРСР розвивав та закріплював успіх у космічних перегонах. Ще до запуску першого американського орбітального корабля у СРСР було здійснено другий політ («Восток-2»). За рік (11 серпня 1962 року) відбувся перший груповий космічний політ («Восток-3» та «Восток-4»), а ще за рік (16 червня 1963 року на кораблі «Восток-6») у космос полетіла перша (і на наступні два десятки років єдина) жінка-космонавт — Валентина Терешкова.
12 жовтня 1964 року було запущено перший багатомісний корабель «Восход-1» з екіпажем із трьох чоловік. У цьому польоті космонавти були змушені обходитись без скафандрів для економії простору.
18 березня 1965 року Олексій Леонов, член екіпажу корабля «Восход-2», вперше у світі здійснив вихід до відкритого космосу. Під час повернення Леонова з відкритого космосу виникла позаштатна ситуація: розбухлий космічний скафандр заважав поверненню космонавта до космічного корабля. Увійти до шлюзу Леонову вдалось лише спустивши зі скафандру надлишковий тиск. Окрім того, перед посадкою не спрацювала система автоматичного сходження з орбіти. Павло Беляєв вручну зорієнтував корабель і ввімкнув гальмівний двигун. У результаті «Восход-2» здійснив посадку у нерозрахованому районі. Рятувальники дістались спускного апарата лише через добу.
Генеральний конструктор Сергій Корольов планував продовжити польоти серій кораблів «Восток» і «Восход», потім перейти до досконаліших навколоземних космічних кораблів «Сєвєр» і «Союз», а у перспективі створити важку орбітальну станцію (ВОС) та важкий міжпланетний корабель (ВМК) для пілотованих польотів до Венери і Марса. Із запізненням на три роки після оголошення американцями про розробку програми «Аполлон» радянське керівництво вирішило, що СРСР повинен долучитись до пілотованих «місячних перегонів» зі США.

## Дослідження Місяця— «місячні перегони»

### Безпілотні апарати
Першим апаратом, що пролетів поряд із Місяцем, стала радянська автоматична міжпланетна станція «Луна-1» (2 січня 1959 року), а першим апаратом, що досягнув Місяця — станція «Луна-2» (13 вересня 1959 року).
У США було запущено програму дослідження міжпланетного простору «Піонер». У досягненні Місяця «Піонер» постійно переслідували невдачі, незабаром були створені інші складніші програми, спеціально орієнтовані на місячні дослідження — «Рейнджер», «Лунар орбітер» та «Сервеєр».

### Пілотовані польоти

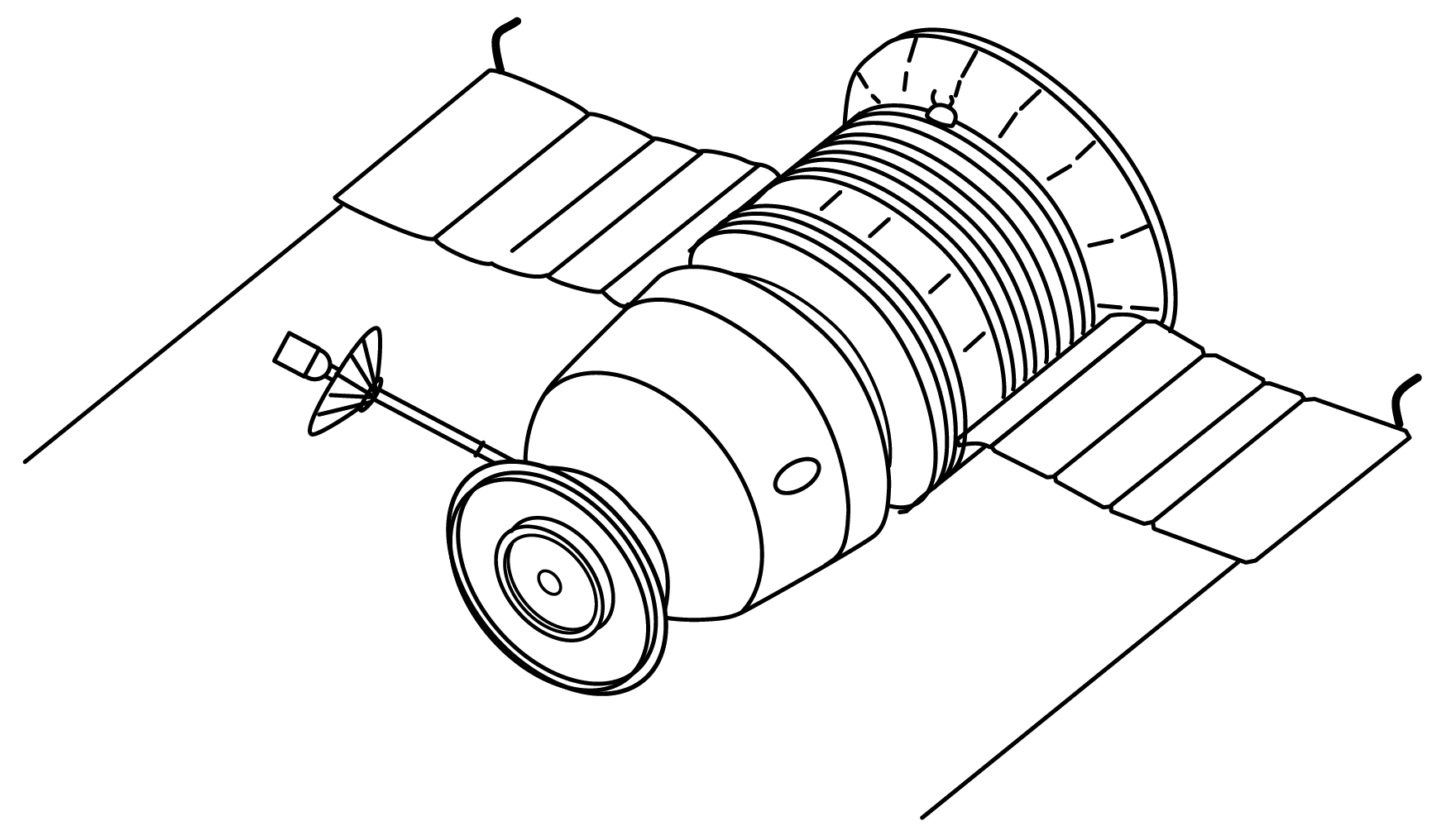
Космічний корабель Зонд (7К-Л1)

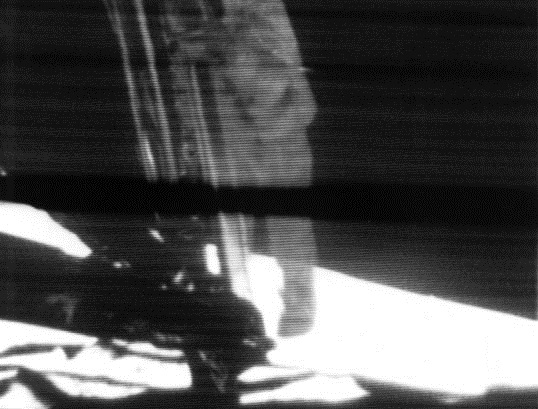
Перший крок людини на Місяці

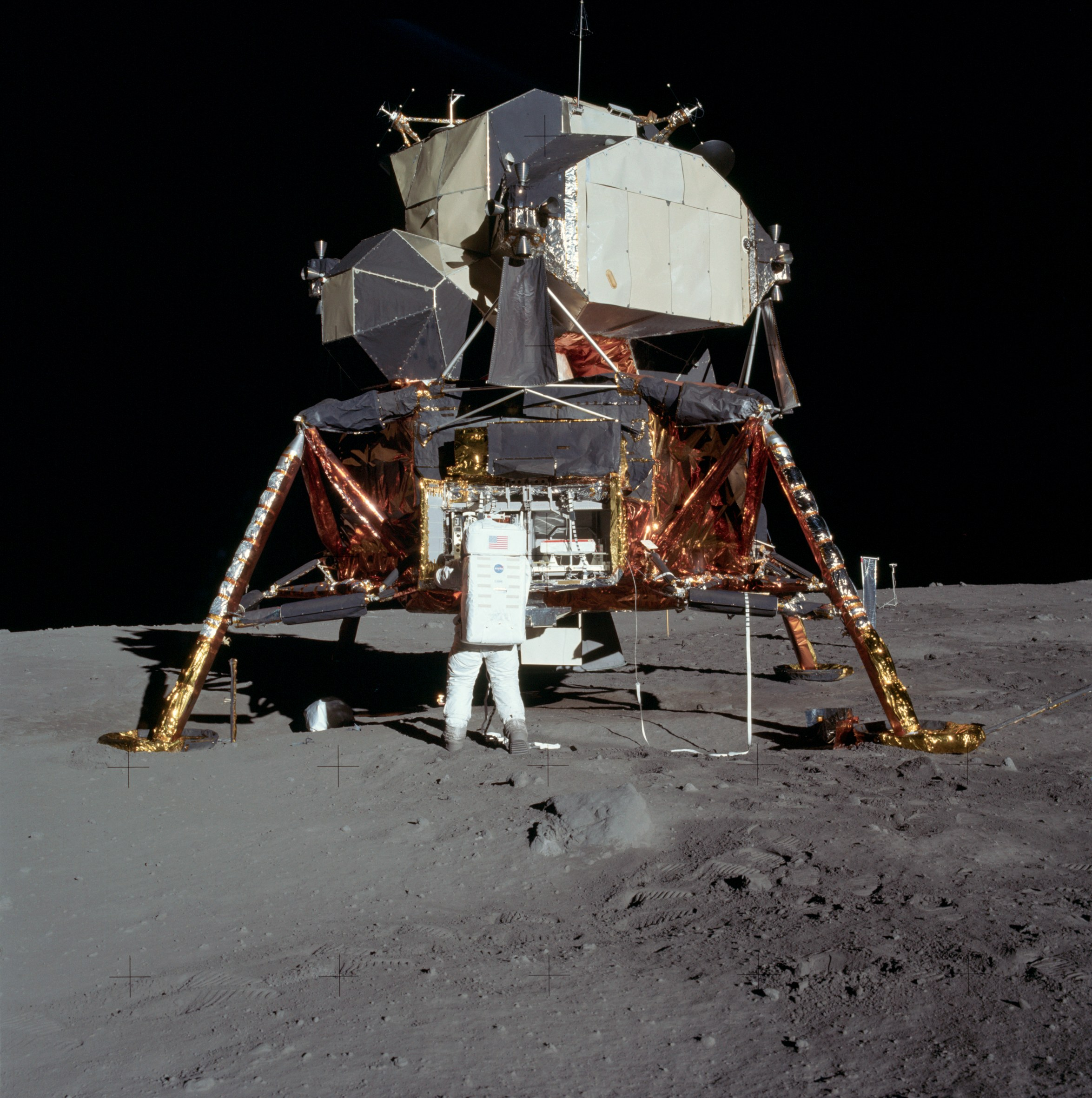
Місячно-посадковий модуль корабля «Аполлон» на Місяці

Після численних успіхів СРСР в освоєнні космосу, США зосередились на спробах повернути статус технологічно найрозвинутішої держави та звернули увагу на Місяць. Засобом здобуття американського космічного лідерства стала оголошена вже у 1961 році інтегральна (облітна і посадкова) місячна пілотована програма «Сатурн — Аполлон», націлена на досягнення Місяця людиною до кінця десятиріччя 1960-х років.
Хрущов отримав від президента Кеннеді пропозицію щодо спільної програми висадки на Місяць (а також запуску досконаліших метеорологічних супутників), але той, підозрюючи спробу вивідати секрети радянських ракетних і космічних технологій, відмовився. Для підтримки першості у освоєнні космосу радянський уряд спочатку видав конструкторському бюро Корольова дозвіл та ресурси на продовження модифікації кораблів типу «Восток» і «Восход» і лише попередню підготовку місячних пілотованих проектів. 1964 року зі значним запізненням відносно США, у СРСР було затверджено місячну пілотовану програму та розгорнулись масштабні роботи за двома паралельними пілотованими програмами: обльоту Місяця («Протон»-«Зонд/Л1)» до 1967 року і посадки на нього (Комплекс Н1-Л3) до 1968 року.
Для забезпечення пріоритету за першим у світі місячно-облітним пілотованим польотом на 8 грудня 1968 року у СРСР планувався старт двомісного корабля «Зонд-7» у рамках реалізації програми «Протон»-«Зонд». Зважаючи на те, що попередні безпілотні польоти кораблів «Зонд (7К-Л1)» були цілком або частково невдалими з причини незлагодженої роботи корабля та носія, політ було скасовано — попри те, що екіпажі написали заяви до Політбюро ЦК КПРС із проханням дозволити летіти до Місяця негайно задля випередження США. Навіть якби дозвіл було отримано, СРСР не виграв би перший (облітний) етап «місячних перегонів» — 20 січня 1969 року під час спроби запустити корабель «Зонд-7» у безпілотному режимі вибухнула ракета-носій «Протон».
У грудні 1968 року Америка вирвалась вперед у космічних перегонах та виграла перший (облітний) етап «місячних перегонів», коли Френк Борман, Джеймс Ловелл та Вільям Андерс у польоті 21—27 грудня на кораблі «Аполлон-8» зробили 10 орбітальних обертів навколо Місяця.
Менше ніж за рік, із здійсненням другого (посадкового) етапу, США виграли усі «місячні перегони». 16 липня 1969 року з мису Канаверал стартував американський корабель «Аполлон-11» з екіпажем із трьох чоловік — Ніл Армстронг, Майкл Коллінз та Едвін Олдрін. 20 липня було здійснено посадку на Місяць, а 21 липня Ніл Армстронг здійснив вихід на поверхню Місяця. За винятком СРСР і КНР, у світі відбувалась пряма трансляція, і за цією подією спостерігало приблизно 500 мільйонів осіб. Згодом США провели ще 5 успішних експедицій на Місяць, зокрема використовували у деяких останніх із них керований астронавтами місячний самохідний апарат і привозили кожного рейсу декілька десятків кілограмів місячного ґрунту.

Місячно-орбітальні модулі космічних кораблів «Аполлон» (згори) та Л3 (7К-ЛОК) (знизу) у порівнянні

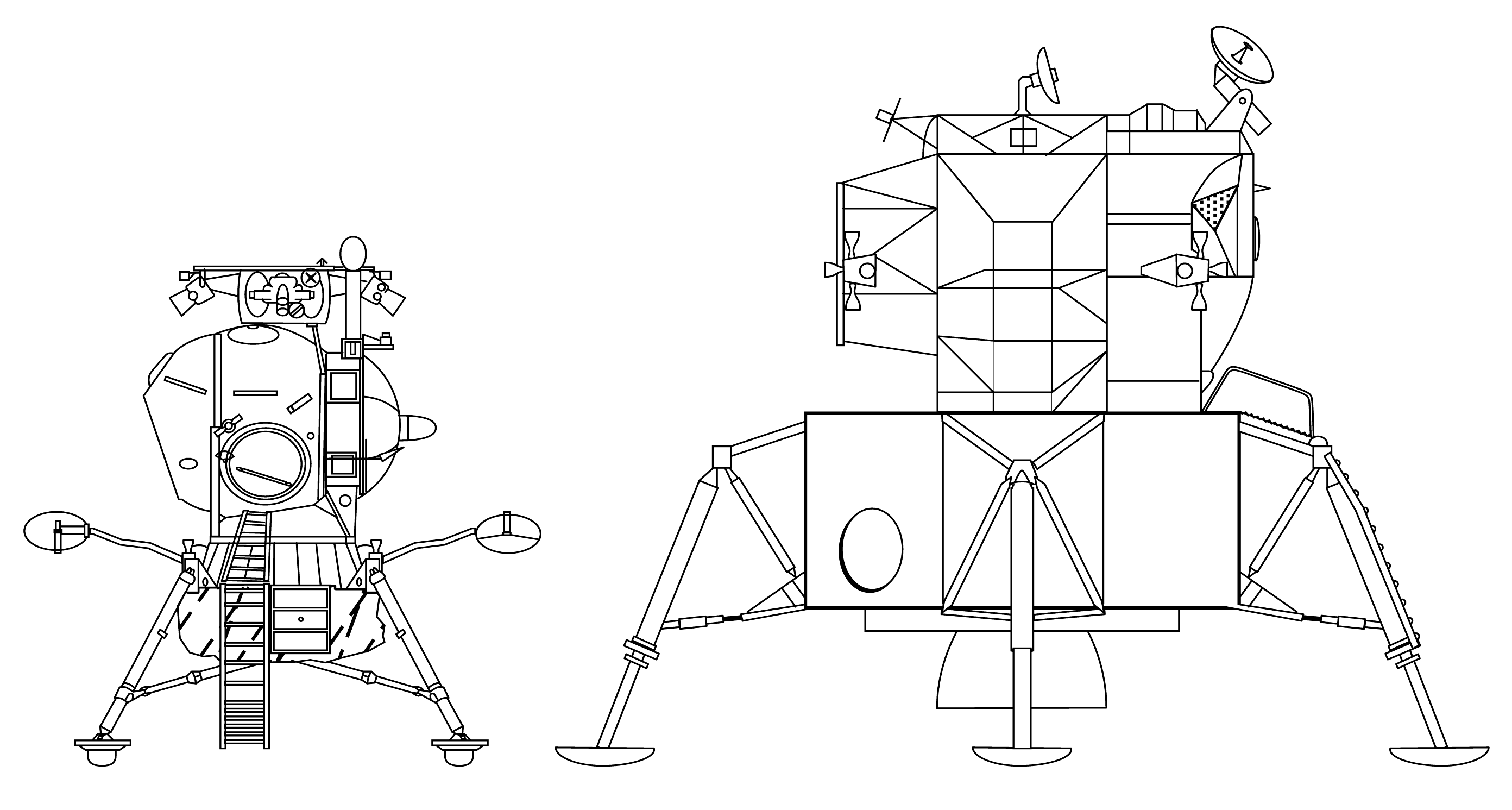
Місячно-посадкові Л3 (Т2К-ЛК) (ліворуч) та «Аполлон» (праворуч) у порівнянні

Носії «Сатурн V» та Н-1 у порівнянні

Хоч керівництвом СРСР було поставлено задачу забезпечення пріоритету також і у першій у світі висадці на Місяць (це передбачалось першою постановою 1964 року в цілому, а постановою початку 1967 року першу експедицію було призначено на третій квартал 1968 року), радянська місячно-посадкова програма Н1-Л3, що реально розгорнулась у 1966 році, значно відстала від американської, переважно внаслідок проблем із носієм. Перші два у 1969 році (до першої американської експедиції), як і два наступні, дослідні запуски нової надважкої ракети-носія Н1 завершились невдачею. Місячно-орбітальний корабель-модуль 7К-ЛОК комплексу Л3 здійснив один, а місячно-посадковий корабель-модуль Т2К-ЛК — три тестові приземні безпілотні польоти після першої висадки США. За програмою Н1-Л3, що тривала деякий час після тріумфу США, перша радянська експедиція могла відбутись лише у 1975 році.
Обидві радянські пілотовані місячні програми не були завершені з причини первинного відставання у строках, значно меншого фінансування деяких організаційних та технічних прорахунків і невдач, включаючи конкуренцію та розпилення засобів між КБ Корольова і Челомея на початкових етапах проєктів створення місячних кораблів, відмова найдосвідченішого космічного двигунового КБ Глушко виготовляти потужні двигуни для Н1, а також цілу низку трагедій (1966 року помер Корольов, 1967-го — під час невдалого приземлення нового корабля «Союз-1» загинув Володимир Комаров, найімовірніший кандидат для складних місячних польотів, 1968 року в авіакатастрофі загинув Юрій Гагарін).
Радянські пілотовані місячні програми було суворо засекречено і стали відомими широкому загалу лише 1990 року. До того часу СРСР офіційно заперечував існування цих програм, заявляючи, що обрав шлях створення приземних пілотованих орбітальних станцій та місячних досліджень автоматичними засобами.
Вигравши «місячні перегони» та здійснивши до 1972 року 6 успішних висадок, США не продовжили вкрай коштовну пілотовану програму «Аполлон», і припинили здійснювати польоти до Місяця автоматичних апаратів упродовж більш ніж двох десятиліть. СРСР продовжував дослідження Місяця за допомогою АМС та луноходів до 1976 року, після чого також припинив їх.
По закінченню «місячних перегонів» як у США, так і у СРСР (проекти «Аеліта» і МАВР) було розроблено технічні пропозиції з організації пілотованих польотів на Марс, однак у зв'язку з надвеликими витратами до стадії реального втілення вони не перейшли.
На відміну від інших видів історичного міжнародного суперництва космічні перегони не були мотивовані територіальною експансією. США не висували жодних територіальних прав на Місяць. Було укладено міжнародні угоди про всесвітнє надбання природних об'єктів космічного простору.

## Інші досягнення

### Перші польоти до інших планет
У грудні 1962 року першим апаратом, що пролетів поблизу Венери (у непрацездатному стані) стала радянська «Венера-1». Першою працездатною станцією, що пролетіла повз Венеру та вивчила її, став того ж року американський «Марінер-2». Першим апаратом, що здійснив посадку на Венері, стала радянська станція «Венера-7» (15 грудня 1970 року). Було отримано дані про температуру і тиск. Знімки поверхні змогли доставити радянські станції «Венера-9, -10» у 1975 році (чорно-білі) й «Венера-13, -14» у 1981 році (кольорові).
Перші радянські спроби досягнути Марса (АМС «Марс-1» 1962 року і «Зонд-2» 1964 року) виявились невдалими. У 1965 році американський «Марінер-4» уперше пройшов поблизу Марса і передав світлини планети. 1971 року американська АМС «Марінер-9» та радянські АМС «Марс-2» і «Марс-3» стали першими штучними супутниками Марса, а посадковий модуль «Марса-3» здійснив першу у світі м'яку посадку на Марс, але з причини виходу з ладу не зміг ані передати світлини, ані випробувати перший макетно-динамічний марсохід ПРОП-М. 1976 року американські апарати «Вікінг» змогли передати світлини поверхні, а також здійснити серйозні наукові дослідження, включаючи тести на наявність життя.
Американський «Марінер-10» пролетів поблизу Венери на своєму шляху до Меркурія, якого досяг 1974 року. Це був перший і єдиний політ до Меркурія за наступні понад три десятиліття.

### Операції у космосі
15 грудня 1965 року американські кораблі «Джеміні-6» та «Джеміні-7» уперше провели спільне маневрування у космосі, а 16 березня 1966 року «Джеміні-8» здійснив перше орбітальне стикування. Перше автоматичне стикування безпілотних кораблів виконано 30 жовтня 1967 року радянськими безпілотними апаратами «Космос-186» і «Космос-188».
Перша пілотована орбітальна станція, «Салют-1», була запущена Радянським Союзом 19 квітня 1971 року.

## Військові розробки
Ще до запуску «Спутника-1» СРСР і США почали розробку розвідувальних супутників. У СРСР була серія супутників для фотознімання поверхні «Зеніт», розроблена на базі кораблів «Восток», у США — «Дискаверер».
Часто програми велись паралельно, багато з них було зупинено на стадії проектування, за деякими було збудовано лише макети.
| Програма                                     | СРСР | США                                                                     |
| -------------------------------------------- | --- | ----------------------------------------------------------------------- |
| Надзвукова міжконтинентальна крилата ракета  | «Буря» і «Буран» («Буря» успішно пройшла випробування, але на озброєння не прийнята, «Буран» зупинено на стадії повнорозмірного макету)                                                  | SM-64 «Навахо» (програму припинено після невдалих випробувань)          |
| Орбітальний літак                            | Крилата 2-ступенева система МіГ-105 «Спіраль» (усю систему не створено; проведено тестові орбітальні польоти зменшених аналогів 2-го ступеня-літака, запуск звичайними ракетами-носіями) | X-20 «Dyna-Soar», запуск звичайними ракетами-носіями (збудований макет) |
| Військова орбітальна станція                 | Станція Алмаз (3 було виведено на орбіту, на двох працювали космонавти) | Manned Orbiting Laboratory (1 безпілотний запуск)                       |
| Транспортний корабель для військової станції | Транспортний корабель постачання (проведено декілька запусків у безпілотному режимі зі стикуваннями з «Салютами-6 і -7» і роботою космонавтів на борту (у складі станції))               | «Джеміні Феррі» (проєкт)                                                |

## «Кінець» космічних перегонів

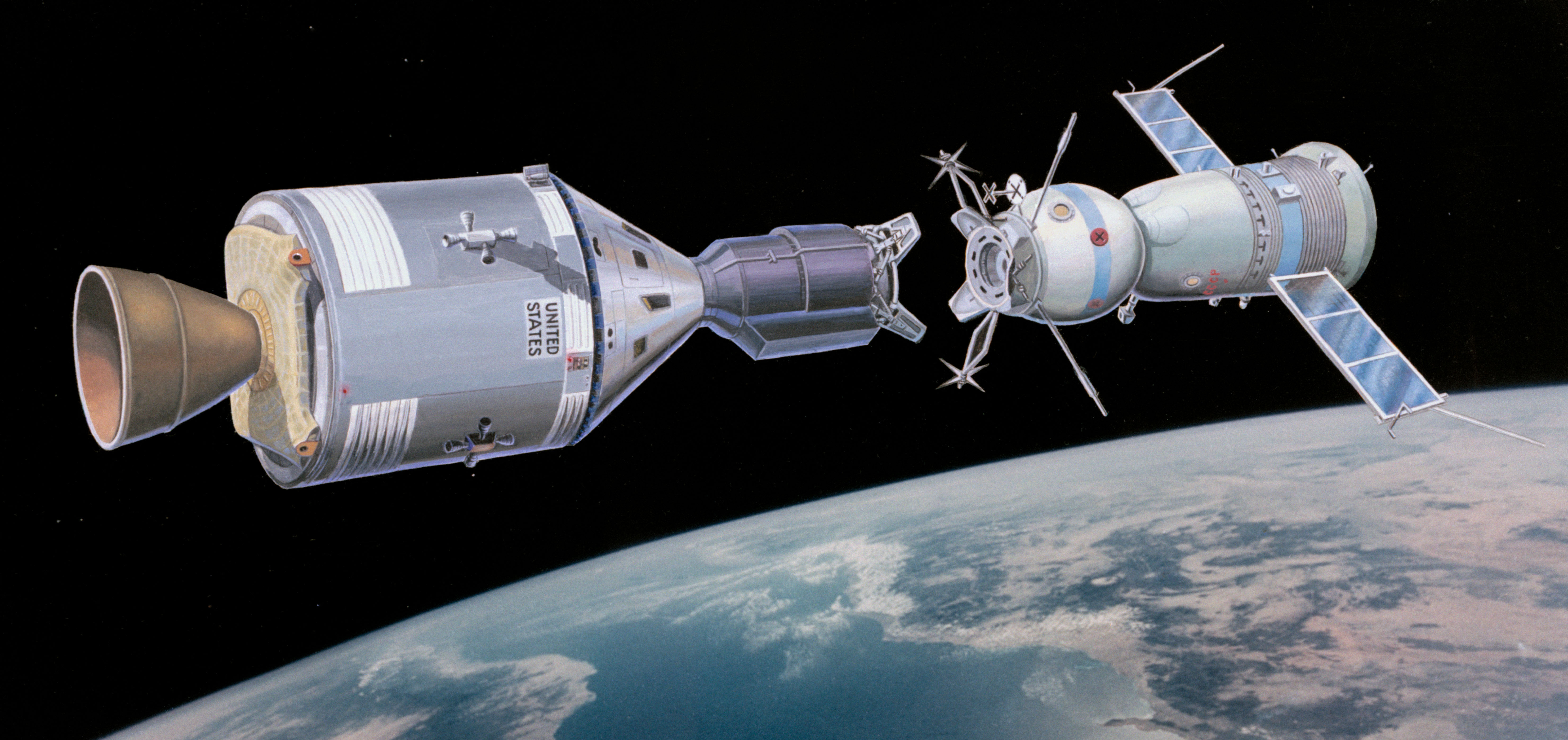
Союз-Аполлон (художня реконструкція)

Одні джерела стверджують, що закінченням перегонів слід визнати політ «Аполлона-11» і висадку на Місяць, інші — що закінченням перегонів стала спільна радянсько-американська програма «Союз — Аполлон» у 1975 році. «Союз-19» і «Аполлон» провели орбітальне стиковання, що дало змогу космонавтам «країн-суперників» відвідати кораблі одне одного та взяти участь у спільних експериментах.

## Хроніка (1957—1975)
| Дата                    | Подія | Країна   | Проект                         |
| ----------------------- | --- | -------- | ------------------------------ |
| 21 серпня 1957 року     | Перша міжконтинентальна балістична ракета | СРСР     | Р-7                            |
| 4 жовтня 1957 року      | Перший штучний супутник Землі Перший сигнал із космосу                                                                                              | СРСР     | «Супутник-1»                   |
| 3 листопада 1957 року   | Перша тварина на орбіті, собака Лайка | СРСР     | «Супутник-2»                   |
| 31 січня 1958 року      | Виявлення радіаційних поясів Землі | США      | «Експлорер-1»                  |
| 17 березня 1958 року    | Перший супутник із живленням від сонячних батарей                                                                                                   | США      | «Венгард-1»                    |
| 18 грудня 1958 року     | Перший супутник зв'язку | США      | Project SCORE                  |
| 2 січня 1959 року       | Перший вихід з орбіти Землі Перший випадок виявлення «сонячного вітру» Перший проліт поблизу Місяця                                                 | СРСР     | «Луна-1»                       |
| 4 січня 1959 року       | Перший об'єкт на геліоцентричній орбіті | СРСР     | «Луна-1»                       |
| 17 лютого 1959 року     | Перший метеосупутник | США      | «Авангард-2»                   |
| 28 лютого 1959 року     | Перший супутник на полярній орбіті | США      | «Дискаверер-1»                 |
| 7 серпня 1959 року      | Перша фотографія Землі з орбіти | США      | «Експлорер-6»                  |
| 13 вересня 1959 року    | Перший апарат, що досягнув іншої планети (Місяць)                                                                                                   | СРСР     | «Луна-2»                       |
| 4 жовтня 1959 року      | Перше фото зворотного боку Місяця Перше використання гравітаційного маневру                                                                         | СРСР     | «Луна-3»                       |
| 1 квітня 1960 року      | Перший метеосупутник із телекамерою | США      | TIROS-1                        |
| 5 липня 1960 року       | Перший розвідувальний супутник | США      | GRAB-1                         |
| 11 серпня 1960 року     | Перший апарат, що повернувся з орбіти з цінним вантажем                                                                                             | США      | «Діскаверер-13»                |
| 12 серпня 1960 року     | Перший пасивний супутник зв'язку | США      | «Echo-1A»                      |
| 18 серпня 1960 року     | Перший розвідувальний супутник із фотокамерою | США      | KH-1 9009                      |
| 1961                    | Перший запуск з орбіти Перші корекції курсу в польоті Перша стабілізація обертанням Перший некерований проліт поблизу Венери на відстані 100 000 км | СРСР     | «Венера-1»                     |
| 12 квітня 1961 року     | Перший пілотований космічний політ (Юрій Гагарін) Перший пілотований орбітальний політ                                                              | СРСР     | «Восток-1»                     |
| 5 травня 1961 року      | Перший суборбітальний пілотований космічний політ (другий пілотований космічний політ)                                                              | США      | «Меркурій-3»                   |
| 7 березня 1962 року     | Перша орбітальна сонячна обсерваторія | США      | OSO-1                          |
| 12—15 серпня 1962       | Перший груповий політ двох пілотованих космічних кораблів (без стикування). Перша пісня, виконана в космосі                                         | СССР     | «Восток-3» та «Восток-4»       |
| 14 грудня 1962 року     | Перший контрольований політ поблизу Венери на відстані 33 800 км                                                                                    | США      | «Марінер-2»                    |
| 16 червня 1963 року     | Перша жінка в космосі (Валентина Терешкова) | СРСР     | «Восток-6»                     |
| 19 червня 1963 року     | Перший некерований проліт поблизу Марса на відстані 197 000 км                                                                                      | СРСР     | «Марс-1»                       |
| 19 липня 1963 року      | Перший багаторазовий суборбітальний літак | США      | X-15 Flight 90                 |
| 26 липня 1963 року      | Перший супутник на геосинхронній орбіті | США      | «Syncom-2»                     |
| 5 грудня 1963 року      | Перша супутникова система навігації | США      | «Transit»                      |
| 19 серпня 1964 року     | Перший супутник на геостаціонарній орбіті | США      | «Syncom-3»                     |
| 12 жовтня 1964 року     | Перший багатомісний космічний корабель | СРСР     | «Восход-1»                     |
| 18 березня 1965 року    | Перший вихід космонавта до відкритого космосу | СРСР     | «Восход-2»                     |
| 14 липня 1965 року      | Перший контрольований проліт поблизу Марса | США      | «Марінер-4»                    |
| 2 листопада 1965 року   | Перший важкий супутник (автоматична станція) і перший старт важкої ракети-носія                                                                     | СРСР     | «Протон (КА)» та «Протон (РН)» |
| 15 грудня 1965 року     | Перше спільне маневрування у космосі під час групового польоту пілотованих кораблів (без стикування)                                                | США      | «Джеміні-6» / «Джеміні-7»      |
| 3 лютого 1966 року      | Перша м'яка посадка на іншу планету (Місяць) Перші фото з іншої планети                                                                             | СРСР     | «Луна-9»                       |
| 1 березня 1966 року     | Перший апарат, що досягнув Венери | СРСР     | «Венера-3»                     |
| 16 березня 1966 року    | Перше орбітальне стикування (пілотований корабель та безпілотний апарат)                                                                            | США      | «Джеміні-8» / «Agena»          |
| 3 квітня 1966 року      | Перший штучний супутник на орбіті іншої планети (Місяць)                                                                                            | СРСР     | «Луна-10»                      |
| 2 червня 1966 року      | Друга м'яка посадка на Місяць (перша на ракетній тязі) фото з Місяця                                                                                | США      | «Сервейєр-1»                   |
| 23 квітня 1967 року     | Перша катастрофа у космічному польоті, що мала наслідком загибель космонавта                                                                        | СРСР     | «Союз-1»                       |
| 30 жовтня 1967 року     | Перше стикування двох безпілотних космічних апаратів                                                                                                | СРСР     | «Космос-186» / «Космос-188»    |
| 9 листопада 1967 року   | Перший старт надважкої ракети-носія | США      | «Сатурн V»                     |
| 15—21 вересня 1968 року | Перший обліт Місяця та повернення на Землю Перший обліт Місяця живими істотами                                                                      | СРСР     | «Зонд-5»                       |
| 21—27 грудня 1968 року  | Перший пілотований політ на орбіті іншої планети (Місяць) та перший старт надважкої ракети-носія з пілотованим кораблем                             | США      | «Аполлон-8» та «Сатурн V»      |
| 16 січня 1969 року      | Перше пілотоване стиковання і зміна екіпажу | СРСР     | «Союз-4» / «Союз-5»            |
| 18—26 травня 1969 року  | Перші пілотовані розстикування, маневрування і стикування на орбіті іншої планети (Місяць)                                                          | США      | «Аполлон-10»                   |
| 21 липня 1969 року      | Перша людина на Місяці та перший запуск з іншої планети                                                                                             | США      | «Аполлон-11»                   |
| 13—16 жовтня 1969 року  | Перший груповий політ трьох пілотованих космічних кораблів (без стикування)                                                                         | СРСР     | «Союз-6», «Союз-7», «Союз-8»   |
| 19 листопада 1969 року  | Перше рандеву на поверхні іншої планети (космонавтів з пілотованого корабля та АМС, що сіла раніше)                                                 | США      | «Аполлон-12» / «Сервейєр-3»    |
| 24 вересня 1970 року    | Перше автоматичне забирання проб ґрунту Місяця та доставка його на Землю                                                                            | СРСР     | «Луна-16»                      |
| 23 листопада 1970 року  | Перший місяцехід | СРСР     | «Луноход-1»                    |
| 12 грудня 1970 року     | Перший орбітальний рентгенівський телескоп | США      | Uhuru                          |
| 15 грудня 1970 року     | Перша м'яка посадка на Венері | СРСР     | «Венера-7»                     |
| 23 квітня 1971 року     | Перша орбітальна станція | СРСР     | «Салют-1»                      |
| Червень 1971 року       | Перша орбітальна обсерваторія | СРСР     | «Оріон-1»                      |
| 14 листопада 1971 року  | Перший штучний супутник Марса | США      | «Марінер-9»                    |
| 27 листопада 1971 року  | Перший апарат на поверхні Марса | СРСР     | «Марс-2»                       |
| 2 грудня 1971 року      | Перша м'яка посадка АМС на Марсі | СРСР     | «Марс-3»                       |
| 3 березня 1972 року     | Перший апарат, що подолав тяжіння Сонця | США      | «Піонер-10»                    |
| 15 липня 1972 року      | Перший апарат, що досяг поясу астероїдів | США      | «Піонер-10»                    |
| 3 грудня 1973 року      | Перший проліт поблизу Юпітера | США      | «Піонер-10»                    |
| 29 березня 1974 року    | Перший проліт поблизу Меркурія | США      | «Марінер-10»                   |
| 15 липня 1975 року      | Перший міжнародний пілотований політ | СРСР США | «Союз — Аполлон»               |

## Надбання

### Трагедії
27 січня 1967 року під час наземних випробувань американського корабля «Аполлон-1» виникла пожежа, у якій загинули всі три члени екіпажу — Вірджил Гріссом, Едвард Вайт та Роджер Чаффі.
24 квітня 1967 року під час посадки на новому кораблі «Союз-1» загинув Володимир Комаров через несправність парашутної системи спускного апарата (на цьому кораблі планувалась посадка також ще двох космонавтів, які мали перейти на нього після стикування з кораблем «Союз-2», старт якого було скасовано внаслідок проблем з «Союзом-1»).
30 червня 1971 року під час приземлення «Союза-11» розгерметизувався спускний апарат. Загинули всі три члени екіпажу — Георгій Добровольський, Владислав Волков, Віктор Пацаєв.
З 1971 року до завершення космічних перегонів у космічних програмах катастроф із людськими жертвами більше не було, а дві катастрофи із загибеллю декількох космонавтів відбулися у США з багаторазовими кораблями «Спейс Шаттл» вже після завершення «космічних перегонів» («Челленджер» у 1986 році та «Колумбія» у 2003 році).

### Нове в технологіях та освіті
У період космічних перегонів стрімко розвивались авіакосмічна техніка й електроніка, однак вплив космічних технологій позначився й на багатьох інших галузях науки та економіки.
Занепокоєний різким проривом Радянського Союзу американський уряд вжив низку серйозних заходів для ліквідації відставання. Зокрема, 1958 року було ухвалено Закон про освіту для потреб національної оборони, відповідно до якого було значно збільшено фінансування освіти у стратегічно важливих галузях науки, як-от математика та фізика. На теперішній час понад 1200 шкіл мають власний планетарій.
Багато розробок того часу знайшли своє застосування й у побуті. Їжа швидкого приготування, технології пакування та пастеризації харчових продуктів та багато інших речей мають своїм витоком технології, розроблені для застосування у космосі.
На земній орбіті перебувають тисячі супутників, що забезпечують зв'язок, спостерігають за погодою, проводять геологічні дослідження, а досягнення мікроелектроніки, що зробили це можливим, використовуються тепер і на Землі — у найрізноманітніших галузях.

### Наступні події
Деякою мірою малими космічними перегонами можна вважати перетворення на «космічні держави» декількох інших країн, що досягли можливості виводу на орбіту супутників національними ракетами-носіями, починаючи з 1960-х років.
Деяким очевидним інерційним продовженням великих американсько-радянських космічних перегонів можна вважати створення пілотованих багаторазових транспортних космічних систем: першої — у США «Спейс Шаттл», другої — у СРСР «Енергія — Буран».
З інших країн, що мають власні розвинені космічні програми, слід сказати про Японію, Китай та Індію.

### Комерція у космосі

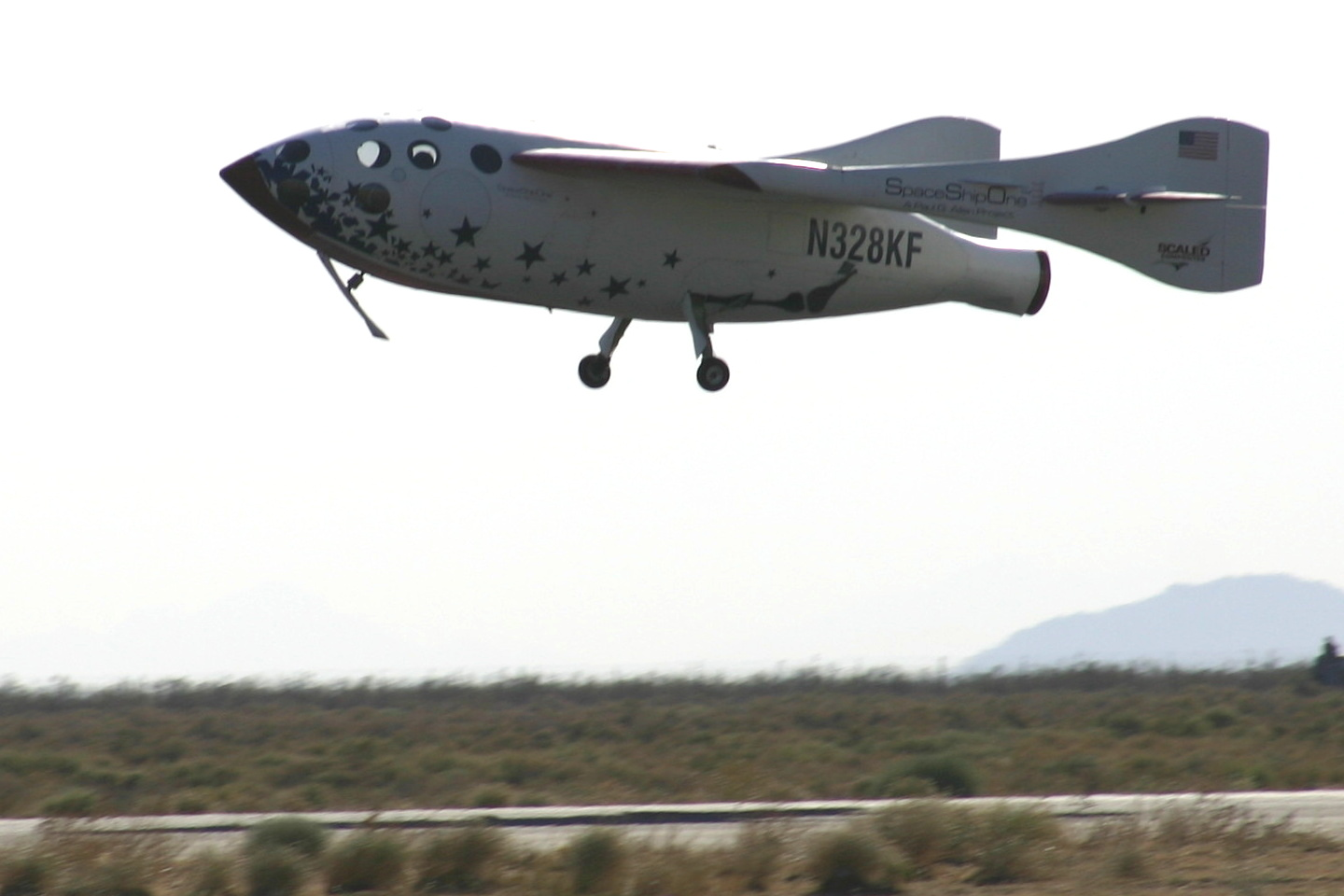
SpaceShipOne під час приземлення

Першими перегонами у галузі комерціалізації космічних послуг стало змагання за надання різним країнам та приватним компаніям можливостей виводу прикладних супутників ракетами-носіями різних країн та об'єднань, де первинне лідерство захопило ЄКА, а потім сильну конкуренцію йому склали пропозиції Росії, США, Китаю, Індії, а також міжнародних консорціумів («Морський старт», «Повітряний старт», «Наземний старт»). Існує кілька приватних проектів із розробки більш дешевих способів виводу на орбіту.
Розвиток авіакосмічних технологій зробив можливим такий вид комерції, як космічний туризм, коли у польотах до космосу можуть за певну суму брати участь приватні особи.